# Küstenbatterie Graf Spee
Koordinaten: 48° 20′ N, 4° 46′ W

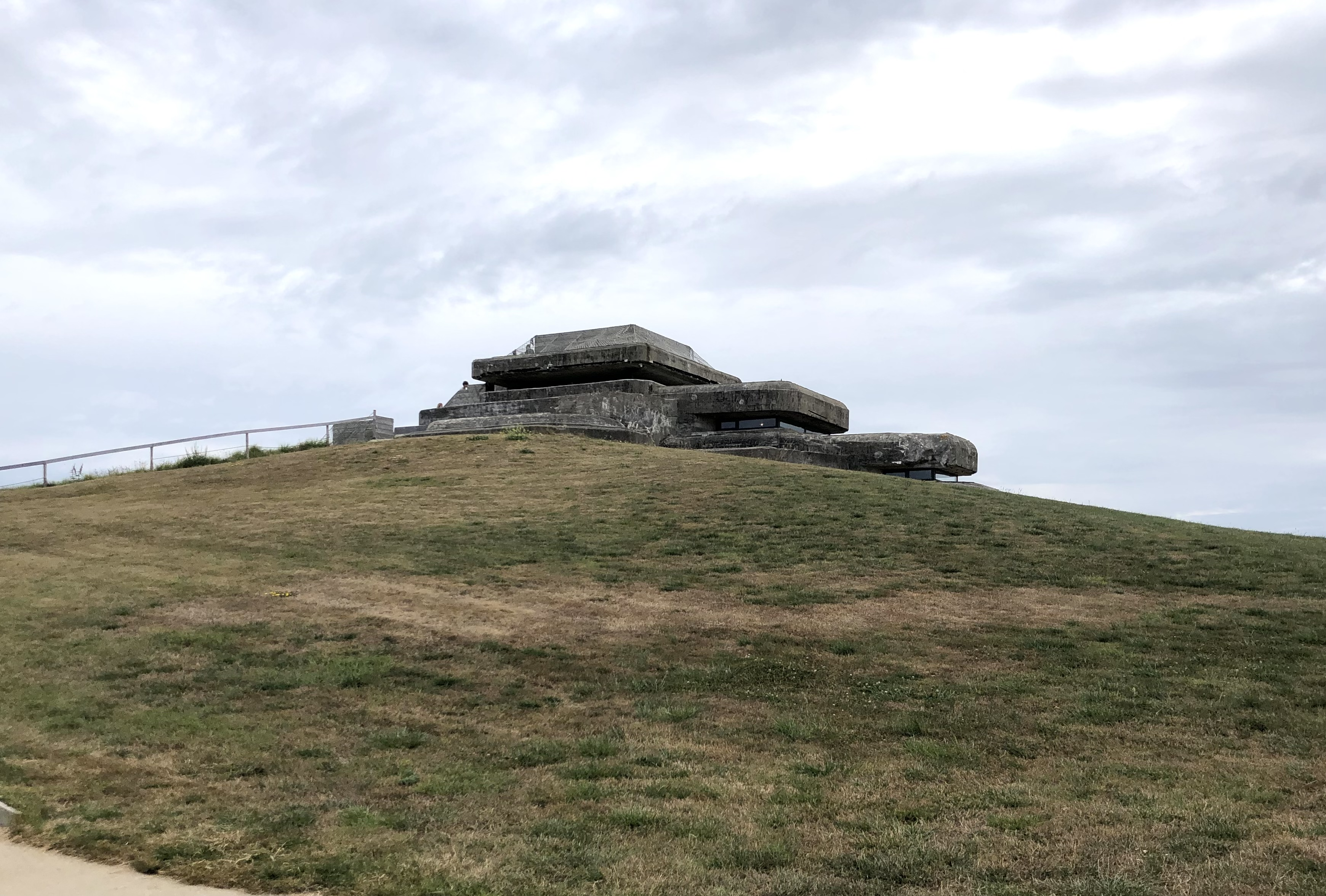
Kommandostelle der Küstenbatterie Graf Spee als Museum, 2022

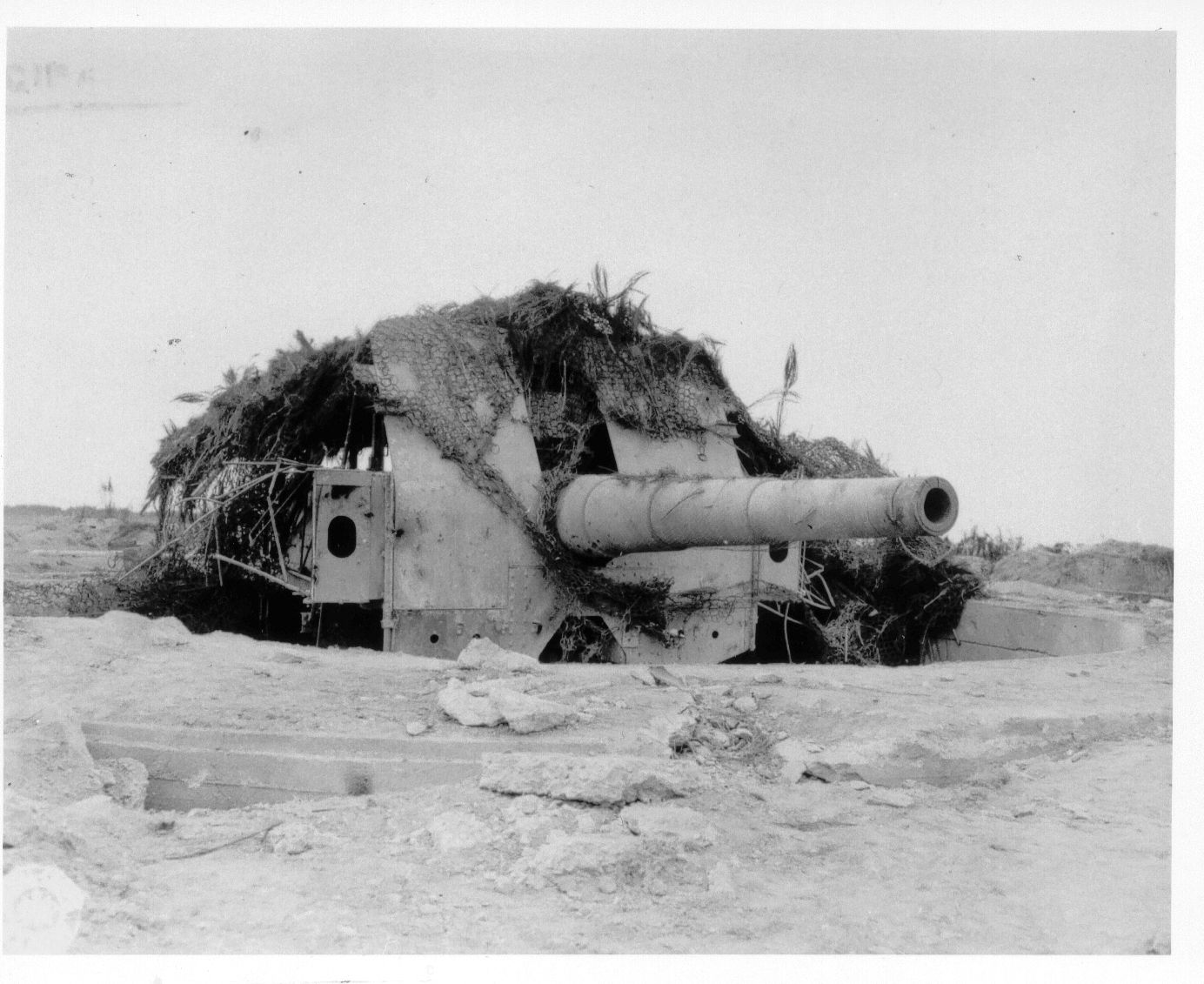
Batterie Graf Spee, 1944

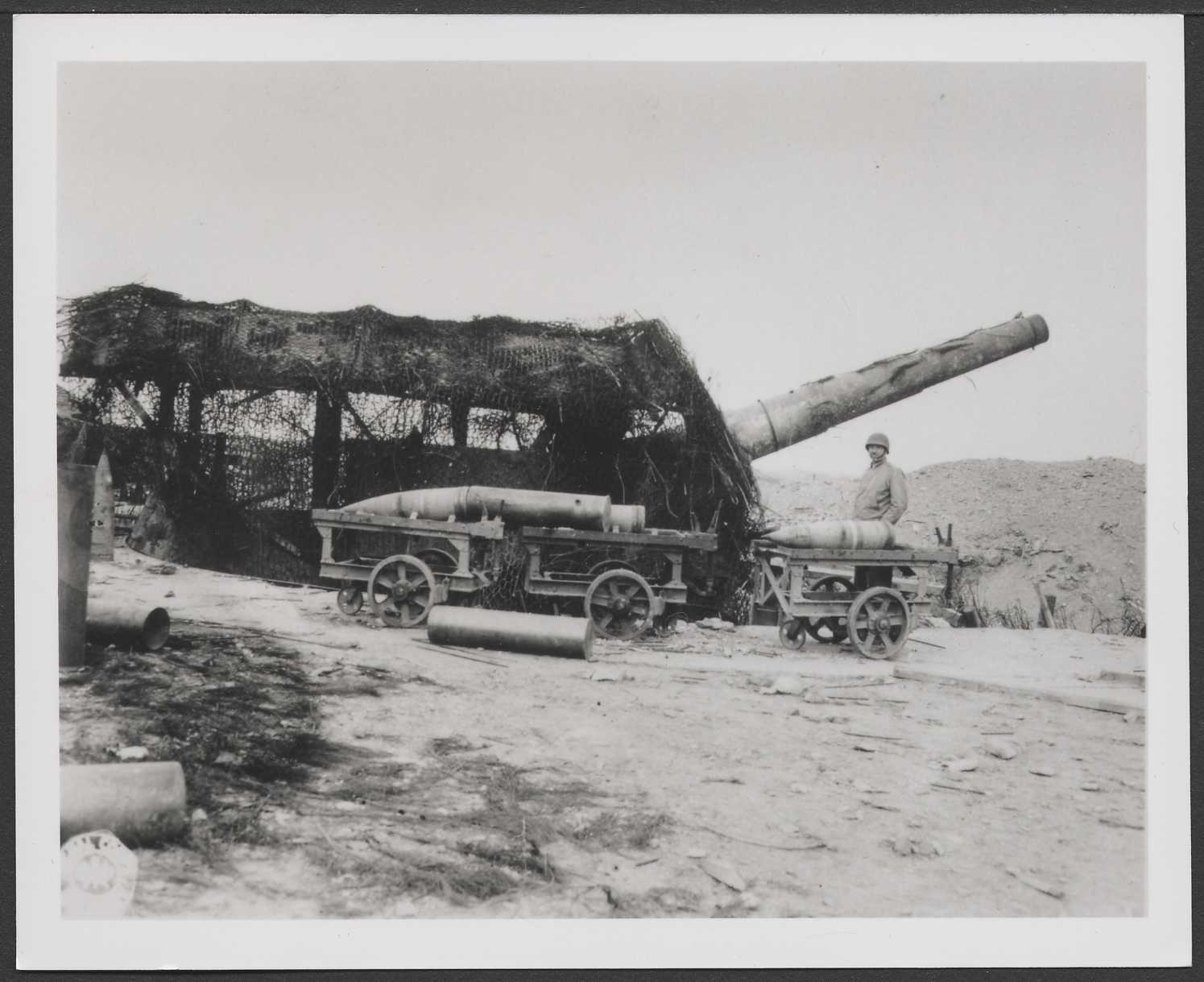
US-amerikanischer Soldat nach der Einnahme der Batterie, 1944

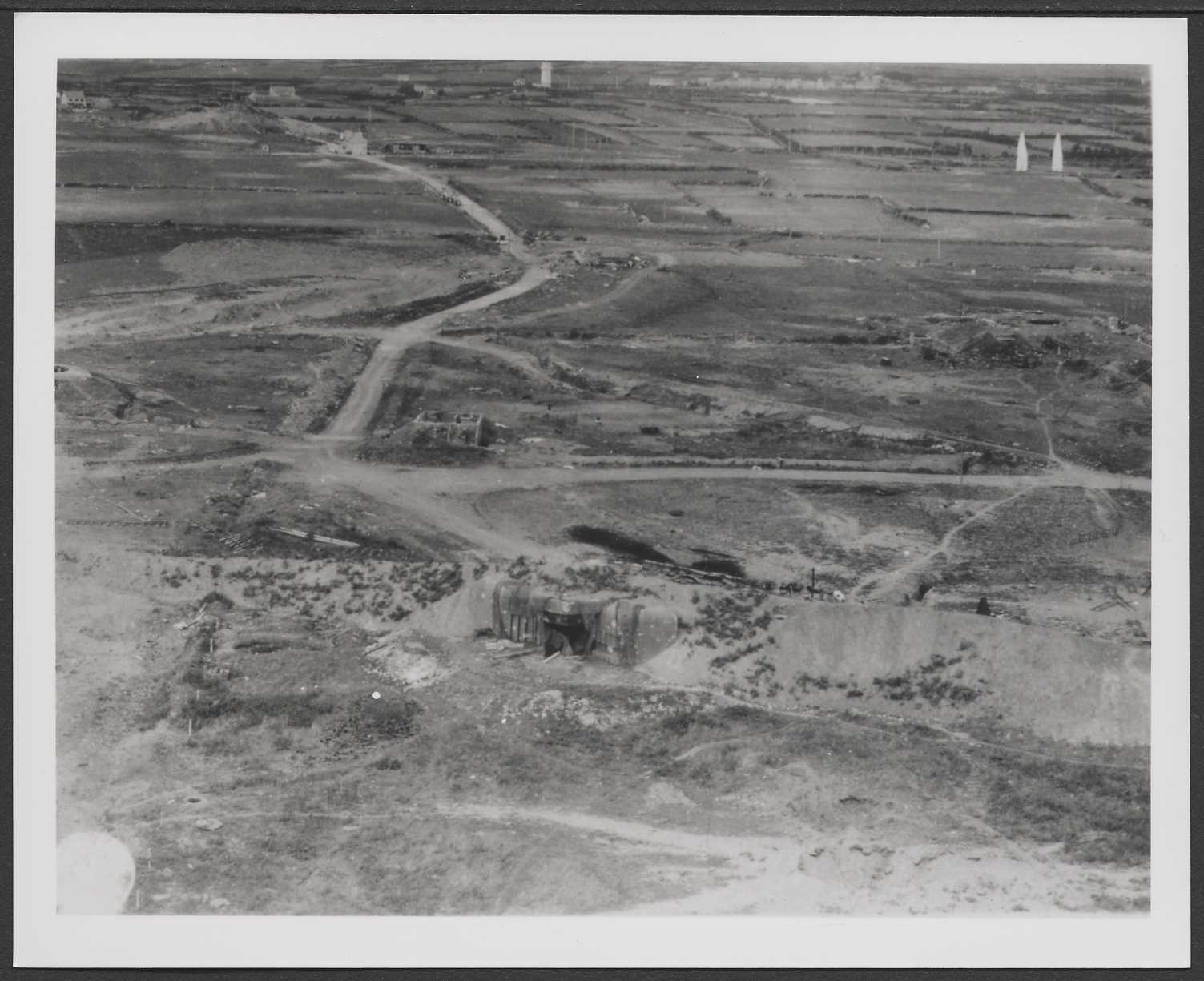
Blick von der Anlage im September 1944

Die Küstenbatterie Graf Spee war eine Batteriestellung im von der deutschen Wehrmacht besetzten Frankreich in der Zeit des Zweiten Weltkriegs. Die Stellung befindet sich im äußersten Westen des bretonischen Département Finistère, hinter der Saint-Mathieu-Spitze, in der Nähe des Leuchtturms von Saint-Mathieu und der dort befindlichen alten Abtei Saint-Mathieu. Sie wurde nach dem im Ersten Weltkrieg mit der Scharnhorst untergegangenen Vizeadmiral Maximilian von Spee benannt.

## Geschichte
Zum Schutz der kaiserlichen Marine wurden vor dem Ersten Weltkrieg um ihren Flottenstützpunkt in Wilhelmshaven verschiedene Forts und Küstenbatterien angelegt. Zu diesem Zweck entstand auch die Artilleriestellung Graf Spee mit vier 28-cm-Geschützen vom Typ SK L/40 auf der Insel Wangerooge. Die vier Geschütze wurden nach der Niederlage Frankreichs im deutschen Westfeldzug 1940 nach Saint-Mathieu verlegt, um dort den strategisch wichtigen Hafen Brest und seine Einfahrt zu schützen. Die Batterie bildete zusammen mit der Batteriestellung bei Pointe du Grand Gouen, die in der Nähe von Camaret-sur-Mer auf der südlichen Seite der Bucht gelegen war, die dafür als notwendig angesehene Artilleriesperre und konnte bis zu 30 km entfernte Ziele mit 240 kg schweren Granaten bekämpfen. Brest war einer der wenigen französischen Häfen, die sich aufgrund der tiefen Fahrrinne als Standort für deutsche U-Boote und auch für die schweren deutschen Schlachtschiffe Bismarck und Tirpitz eigneten.
Die Küstenbatterie war Teil des Atlantikwalls und war dementsprechend armiert. Die Stellung bestand aus einem vierstöckigen Feuerleitbunker vom Typ S414 und koordinierte das Feuer der vier bis zu 1,5 km im Inland befindlichen Geschütze, die sich in offenen Ringstellungen befanden. Die oberen Etagen des Bunkers waren unter anderem mit Telemeter, Goniometer und Parallaxenausgleich zur genauen Zielerkennung ausgestattet. Weiterhin waren im Feuerleitbunker auch Schlafräume für die Bedienmannschaft, eine Energiezentrale mit Generatoren und Ventilatoren, der Rechenraum zur Bestimmung der Zielkoordinaten und die Fernmeldezentrale untergebracht. Der für die Nahverteidigung eingesetzte Garnisonsbunker vom Typ M151 befand sich zwei weitere Ebenen darunter und war mit einem Tunnel mit der Feuerleitstelle verbunden. Er umfasste Mannschaftsräume, eine Küche, eine Krankenstation, einen Funkraum, ein Trinkwasserreservoir und Lagerräume für Munition. Die Nahverteidigung selbst bestand aus verschiedenen Lauf- und Schützengräben, die 13 Flugabwehrkanonen, 10 Maschinengewehrstellungen und eine Panzerabwehrkanone miteinander verbanden. Zusätzliche Befestigungen wurden zum Lagern der Munition und zur Versorgung der Garnison angelegt. Der Bau der Stellung begann im Juli 1940 und erfolgte im Regelbau durch die Organisation Todt. Im Verlauf des Jahres 1944 verstärkten sich die alliierten Bombardierungen auf die Stellung. Um einen besseren Schutz für die Geschütze zu gewährleisten, war der Bau von Betonkasematten als Unterstände geplant. Bis zur Einnahme der Stellung durch die US-Army konnte jedoch nur eine Kasematte mit aufgesetzten Beobachtungsposten fertiggestellt werden.
Nach der Landung in der Normandie im Juni 1944 wurden die Geschütze auf 360° drehbare Lafetten montiert, um sie gegen die ins Landesinnere vorstoßenden alliierten Truppen einsetzen zu können. Ende August lieferte sich die Batteriestellung ein Feuergefecht mit dem britischen Schlachtschiff Warspite. In Folge von Beinahetreffern auf beiden Seiten wurde das Schlachtschiff von der Batterie gelöst und aus dem Gefecht gezogen. Während der sich entwickelnden Schlacht um die Bretagne wurden das 2. und 5. US-Rangerbataillon, die während der Invasion am D-Day die deutschen Stellungen bei Pointe du Hoc stürmten, von Angehörigen der Résistance unterstützt und gegen die Küstenbatterie Graf Spee eingesetzt. Die Stellung wurde am 9. September 1944 eingenommen.

## Heutige Nutzung

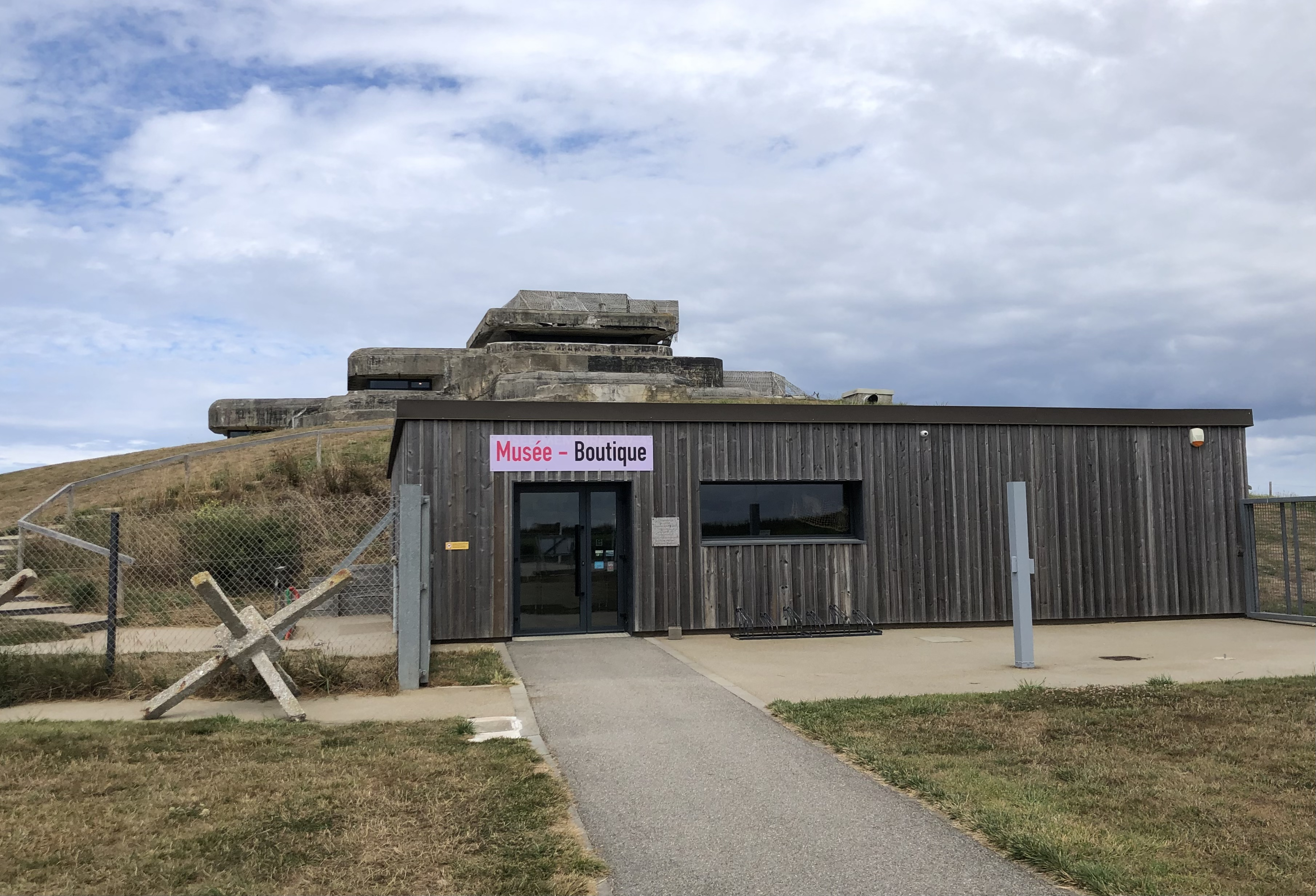
Museumseingang, 2022

Die ehemalige Kommandostelle der Batterie wurde nach dem Krieg von der französischen Marine genutzt und beherbergt aktuell ein Museum mit Dauerausstellung auf 500 m² und begehbarem Außenbereich. Die restlichen Geschützbunker werden heute landwirtschaftlich, unter anderem als Ställe für Nutzvieh, genutzt und lassen sich zusammen mit den Munitionsbunkern besuchen, jedoch nicht begehen.